# 다니옐 프라니치
다니옐 프라니치(크로아티아어: Danijel Pranjić, IPA: [ˈdanijɛl ˈpraɲitɕ], 1981년 12월 2일, 나시체 ~ )는 크로아티아의 전 축구 선수이다.
NK NAŠK (1998년~2000년), NK 파푸크 (NK Papuk, 2000년~2001년), NK 벨리슈체 (NK Belišće, 2001년~2002년), NK 오시예크 (NK Osijek, 2002년~2004년)에서 선수 생활을 하고, 2004년 디나모 자그레브로 이적하였다. 2005년 SC 헤이렌베인으로 이적했으며, 2008-09 시즌에는 24경기에서 16골을 넣는 활약을 펼쳤다. 이 해에 KNVB컵에서도 활약하며, 헤이렌베인의 KNVB컵 우승을 이끌었다.
2009년 바이에른 뮌헨으로 이적했으며, 같은 해 12월 VfL 보훔 전에서 분데스리가 첫 골을 넣었다. 2009-10 시즌에는 왼쪽 수비수, 왼쪽 하프, 센터 하프 등 다양한 포지션을 소화하며 분데스리가와 DFB-포칼에서 바이에른 뮌헨의 우승에 공헌하였다.
크로아티아 축구 국가대표팀에는 2004년 아일랜드 대표팀과의 경기에서 데뷔했으며, 이 경기에서 크로아티아는 아일랜드에게 0-1로 패하였다. 2008년 UEFA 유로 2008에서 감독 슬라벤 빌리치 (Slaven Bilić) 에 의해 수비 역할을 했으며, 독일 전에서는 다리요 스르나의 선제골을 어시스트하고, 폴란드 전에서는 이반 클라스니치의 골을 어시스트하였다.